# Władysław Szyngiera
Władysław Szyngiera (ur. 21 października 1955 w Radymnie) – polski piłkarz, trener, działacz piłkarski, nauczyciel akademicki.

## Życiorys
Jako piłkarz, w latach 1970–1980 występował w Budowlanych Radymno. Podjął i ukończył studia na Akademii Wychowania Fizycznego w Katowicach, uzyskał również stopień naukowy doktora i podjął pracę na uczelni. 
W 1990 roku za namową Jerzego Miedzińskiego podjął współpracę z reprezentacją Polski w piłce nożnej kobiet, a pod koniec 1991 roku został następcą Miedzińskiego na stanowisku selekcjonera tej reprezentacji. W okresie jego pracy jako selekcjoner, reprezentacja Polski pierwszy raz w historii zdobyła punkt w eliminacjach do mistrzostw Europy (0:0 z Rosją w 1994 roku), a w 1998 roku pokonała Izrael 13:0, co jest rekordowym zwycięstwem reprezentacji Polski (stan na 2023). Z funkcji Szyngiera zrezygnował w 1998 roku, po przegranych 0:1 i 0:4 ze Szwajcarią w ramach eliminacji do Dywizji A. Ogółem Szyngiera prowadził jako selekcjoner reprezentację w 53 meczach.
W 2013 roku został członkiem rady nadzorczej Wisły Kraków. Pracował jako działacz piłkarski w Polskim Związku Piłki Nożnej (członek Komisji ds. Piłkarstwa Kobiecego). 
Jest wykładowcą Akademii Wychowania Fizycznego w Katowicach, gdzie był kierownikiem Zakładu Piłki Nożnej, a także autorem publikacji dotyczących treningu w piłce nożnej.

## Wybrane publikacje
- Piłka nożna dzieci i młodzieży (1994, współautor)
- Raport z finałów Mistrzostw Europy Belgia Holandia 2000 (2000, współautor)
- Nowoczesne nauczanie i doskonalenie gry w piłkę nożną (2016, współautor)